# NGC 1277
NGC 1277 est une galaxie lenticulaire située dans la constellation de Persée. NGC 1277 a été découverte par l'astronome irlandais Lawrence Parsons en 1875.

## Caractéristiques

### Distance
Sa vitesse par rapport au fond diffus cosmologique est de 4 862 ± 11 km/s, ce qui correspond à une distance de Hubble de 71,7 ± 5,0 Mpc (∼234 millions d'al).
À ce jour, six mesures non basées sur le décalage vers le rouge (redshift) donnent une distance de 60,717 ± 7,960 Mpc (∼198 millions d'al), ce qui est à l'intérieur des valeurs de la distance de Hubble.

### Des étoiles très anciennes
On dit de la galaxie NGC 1277 que c'est un reliquat de l'enfance de l'Univers parce que ses étoiles se sont formées sur une période d'environ 100 millions d'années, il y a de cela 12 milliards d'années alors que l'Univers était âgé de moins de 2 milliards d'années. Après cette période d'intense formation d'étoiles, à un taux environ mille fois plus élevé que celui de la Voie lactée, le processus de naissance des étoiles s'est éteint, laissant NGC 1277 avec des étoiles dont la métallicité élevée nous indique qu'elles sont plus vieilles d'environ 7 milliards d'années que le Soleil,.

## Le trou noir supermassif de NGC 1277
NGC 1277 recèle en son centre un trou noir supermassif d'environ 17 milliards de masses solaires, soit de l'ordre de 14 % de l'ensemble de la galaxie et de 59 % de la masse du bulbe galactique, alors que la valeur typique pour un trou noir supermassif est plutôt de l'ordre de 0,1 % de la masse du bulbe de la galaxie hôte,.
Une telle masse pose cependant problème dans le cadre des théories actuelles décrivant la formation et l'évolution des galaxies : celles-ci indiquent en effet que les trous noirs supermassifs qu'elles abritent cessent de grossir lorsque l'accrétion de la matière environnante génère un rayonnement dont l'intensité s'oppose à la chute des gaz vers le centre des galaxies, aboutissant à des trous noirs supermassifs représentant environ 0,1 % de la masse des galaxies observées ; une masse de 14 % suppose que ce mécanisme régulateur hypothétique n'a pas fonctionné dans le cas de la galaxie NGC 1277.
Ceci est d'autant plus surprenant que l'âge estimé des étoiles composant cette galaxie, qui peut être évalué à l'aide de techniques de spectroscopie à partir du spectre électromagnétique de l'objet, se situe autour de 12 milliards d'années, sans que l'environnement ou la morphologie de la galaxie ne laisse supposer d'événement ancien violent tel qu'une collision ou une fusion de galaxies susceptible d'avoir perturbé les premiers stades de son évolution.
Il reste à déterminer si le trou noir supermassif de NGC 1277 est un cas unique ou bien si de tels objets représentant une fraction significative de la masse totale de leur galaxie hôte sont bien représentés dans l'Univers. L'échantillon qui a permis d'établir empiriquement la masse typique des trous noirs supermassifs à 0,1 % de la masse de la galaxie ne contient que soixante-dix cas, environ, et ce sont peut-être déjà cinq galaxies identifiées dont le trou noir central serait bien plus massif que cette valeur typique, tel que celui de la galaxie NGC 4486B qui représenterait environ 11 % de la masse totale de cet objet.

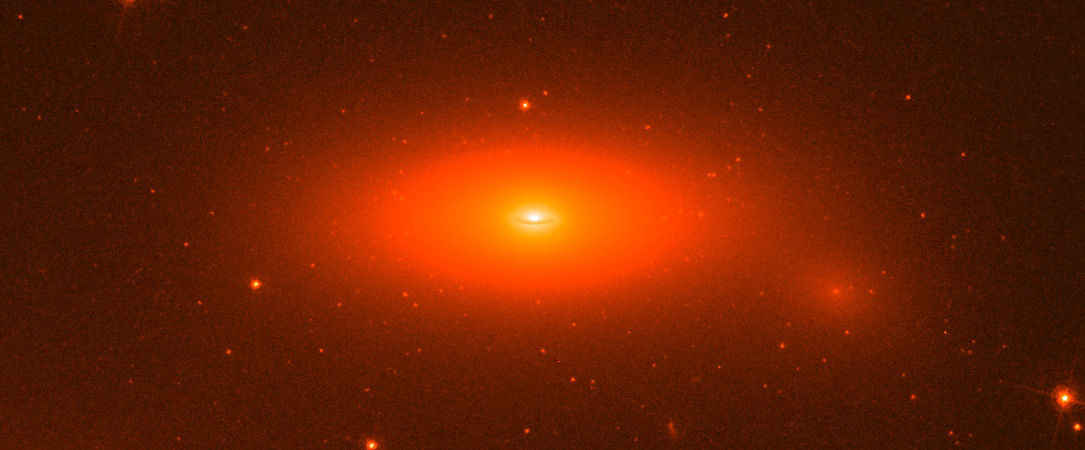
NGC 1277 par le télescope spatial Hubble.

## Groupe de NGC 1275
NGC 1277 fait partie du groupe de NGC 1275, qui compte au moins 48 membres dont NGC 1224, NGC 1267, NGC 1270, NGC 1273, NGC 1275, NGC 1279, IC 288, IC 294, IC 310 et IC 312. Le groupe de NGC 1275 fait partie de l'amas de Persée (Abell 426).